# SMS Blücher (1877)
Pour les articles homonymes, voir Blücher.
Pour les autres navires du même nom, voir SMS Blücher (1908) et Blücher (1937).
Le SMS Blücher était une corvette de classe Bismarck construite pour la Kaiserliche Marine à la fin des années 1870.

## Carrière

Le Blücher en compagnie d'un torpilleur pendant une tempête.

Le Blücher fut commandé par Alfred von Tirpitz d'août 1880 à 1884. Il servit ensuite de navire école à Flensburg-Mürwik. Le Blücher fut mis hors service après l'explosion d'une de ses chaudières lors de son ancrage à Mürwik en 1909.